# Gödöllő

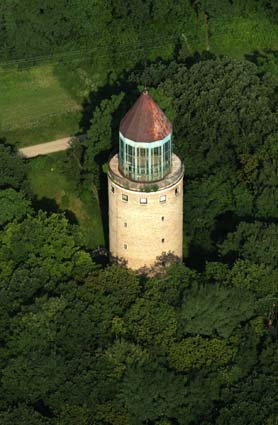
Wieża wodna

Gödöllő – miasto na Węgrzech, położone w odległości około 30 km od Budapesztu, z 35 tys. mieszkańców (2010 r.). W mieście znajduje się stacja kolejowa Gödöllő.

## Zabytki
Największą atrakcję turystyczną stanowi pałac królewski wybudowany (w stylu barokowym). w latach 40. XVIII wieku przez Antala Grassalkovicha. Służył jako letnia rezydencja Franciszka Józefa, cesarza Austrii i króla Węgier oraz cesarzowej Elżbiety.

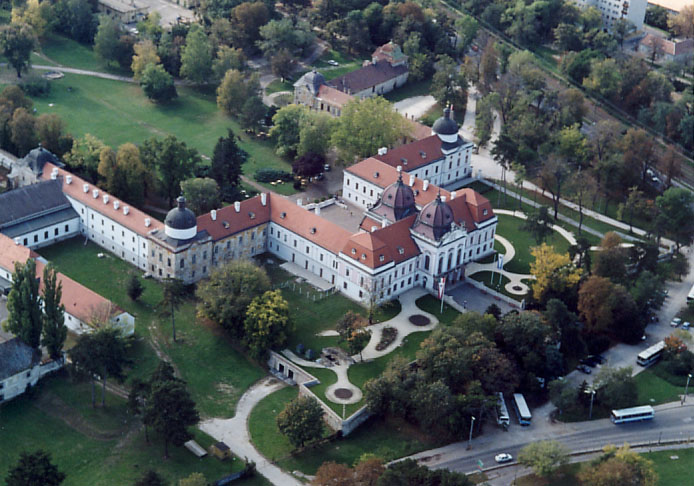
Pałac Grassalkovicha

## Współczesność
Do Gödöllő można się dostać koleją HÉV z Örs vezér tér (południowy Peszt). Znajduje się tam także największy uniwersytet rolniczy na Węgrzech: Szent István Egyetem, gdzie kształci się ponad 14 tysięcy studentów, w tym studenci zagraniczni. Miastem partnerskim Gödöllő w Polsce jest Żywiec.
W mieście rozwinął się przemysł elektrotechniczny, poligraficzny, spożywczy.

## Współpraca
- Gießen, Niemcy
- Forssa, Finlandia
- Miercurea-Ciuc, Rumunia
- Berehowo, Ukraina
- Wageningen, Holandia
- Senta, Serbia
- Dunajská Streda, Słowacja
- Laxenburg, Austria
- Turnhout, Belgia
- Hillerød, Dania
- Żywiec, Polska
- Aichach, Niemcy
- Valdemoro, Hiszpania
- Bogor, Indonezja
- Brandýs nad Labem-Stará Boleslav, Czechy
- Bad Ischl, Austria
- Zhangzhou, Chińska Republika Ludowa